# Llangardaix serp de Burton
El llangardaix serp de Burton (Lialis burtonis) és una espècie de sargantana de la família dels Pygopodidae. Li manquen les potes davanteres i les posteriors són rudimentàries. Les altres espècies de llangardaixos pigopodids també són anomenades comunament com a "llangardaixos serp", "llangardaixos amb potes de solapa" i "llangardaixos-serp". És una espècie endèmica d'Austràlia i Papua Nova Guinea.

## Descripció

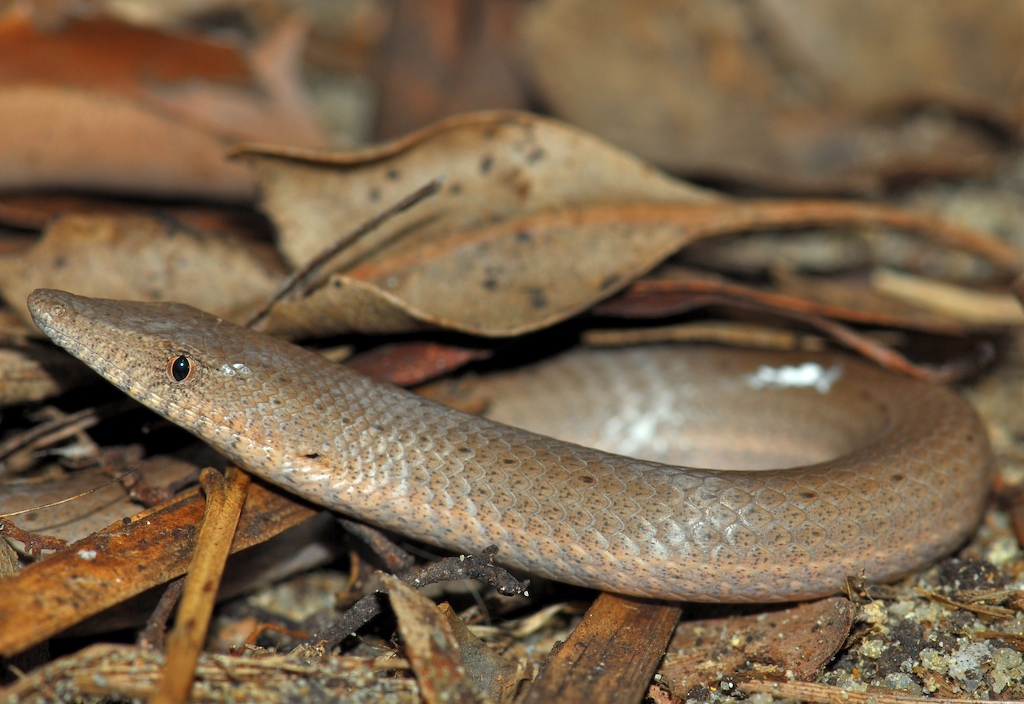
Un llangardaix serp de Burton, es pot apreciar el seu musell allargat característic

El llangardaix serp de Burton té importants adaptacions morfològiques que li permeten fer front a grans preses que es resisteixen. La primera adaptació és un crani amb un musell allargat que, juntament amb les seves dents punxegudes, recorbats i articulades, pot ser una adaptació que l'ajudi a agafar la seva presa. A més, aquest musell allargat també pot promoure la visió binocular que permetria dirigir els cops amb més precisió. Una altra adaptació que l'ajuda a subjectar la seva presa són les seves articulacions mesocinètiques i hipocinètiques flexibles que permeten que les seves mandíbules encerclin la presa. Finalment, la capacitat de l'espècie per retreure els ulls és d'importància clau, ja que és un depredador visual que es basa en la vista i aquesta adaptació els protegeix eficaçment durant els conflictes.

## Hàbitat
Es troba gairebé a tot Austràlia, però està absent a les parts del sud, inclosa Tasmània. Aquesta espècie també es troba a Papua Nova Guinea, encara que les poblacions es limiten a una àrea petita.
Es poden trobar en una varietat d'hàbitats, des dels deserts fins als marges de les selves tropicals, però no a les zones alpines del sud i els deserts extrems del nord, com s'esperaria segons la seva distribució. Normalment es troba en vegetació baixa o en runes a terra, com ara la fullaraca, que s'ha demostrat que és important per als exemplars situats en ambients tropicals. Això es va demostrar en un experiment on els individus tenien l'opció de triar entre diversos entorns tèrmicament comparables i hi havia una preferència aclaparadora per la fullaraca dels exemplars dels tròpics. A les zones on la fullaraca no és tan fàcilment disponible, aquesta espècie utilitzarà pastures, caus abandonats i altres refugis que pugui trobar com a hàbitat.

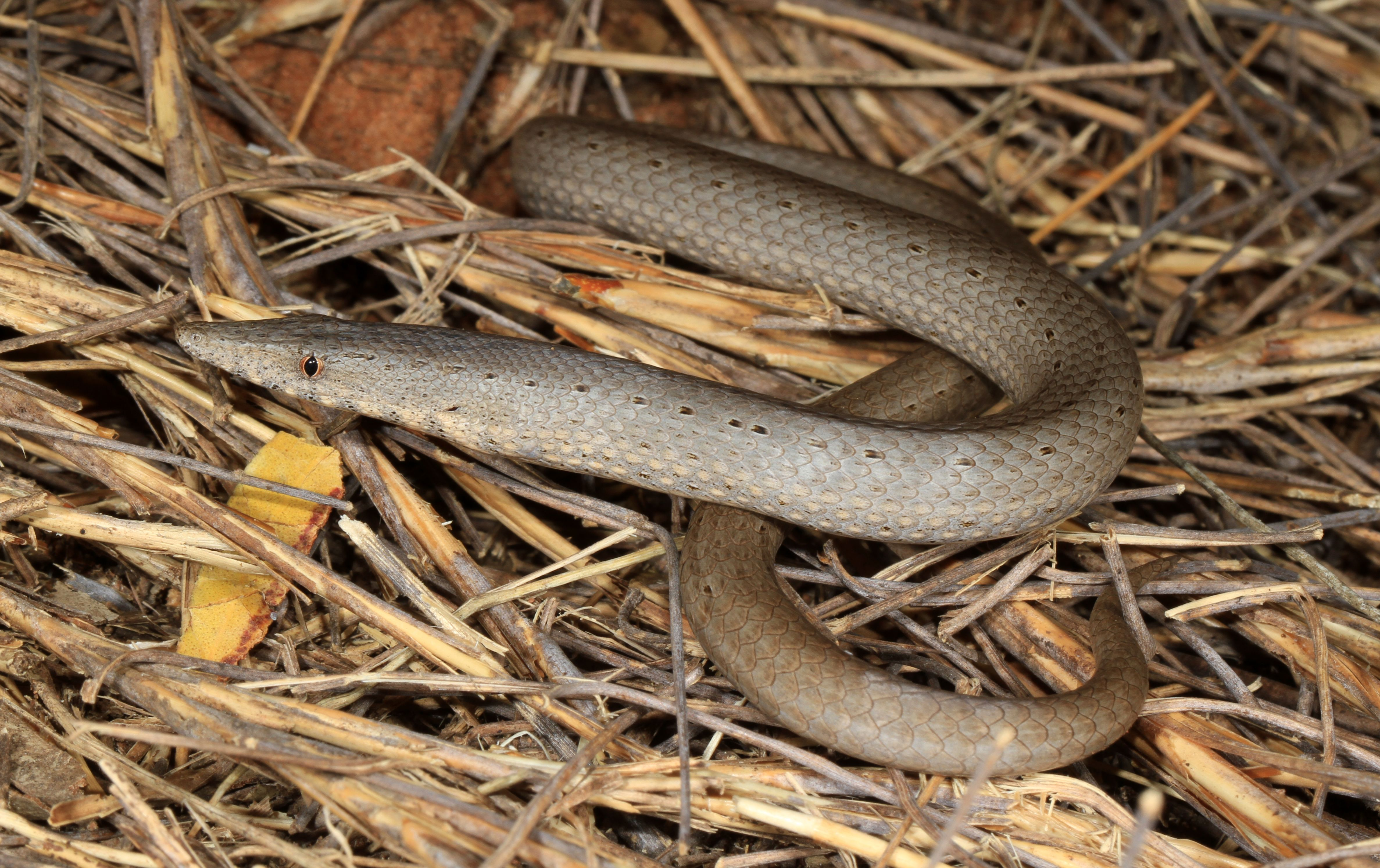
Un llangardaix serp de Burton entre pals

## Dieta
S'alimenta gairebé exclusivament de sargantanes. En general, els escíncids són la presa principal, però altres llangardaixos serp i dragons també formen part de la seva dieta. Gràcies un estudi del contingut estomacal d'espècimens de museu, s'ha documentat que aquesta espècie també menja petites serps en rares ocasions.

## Reproducció

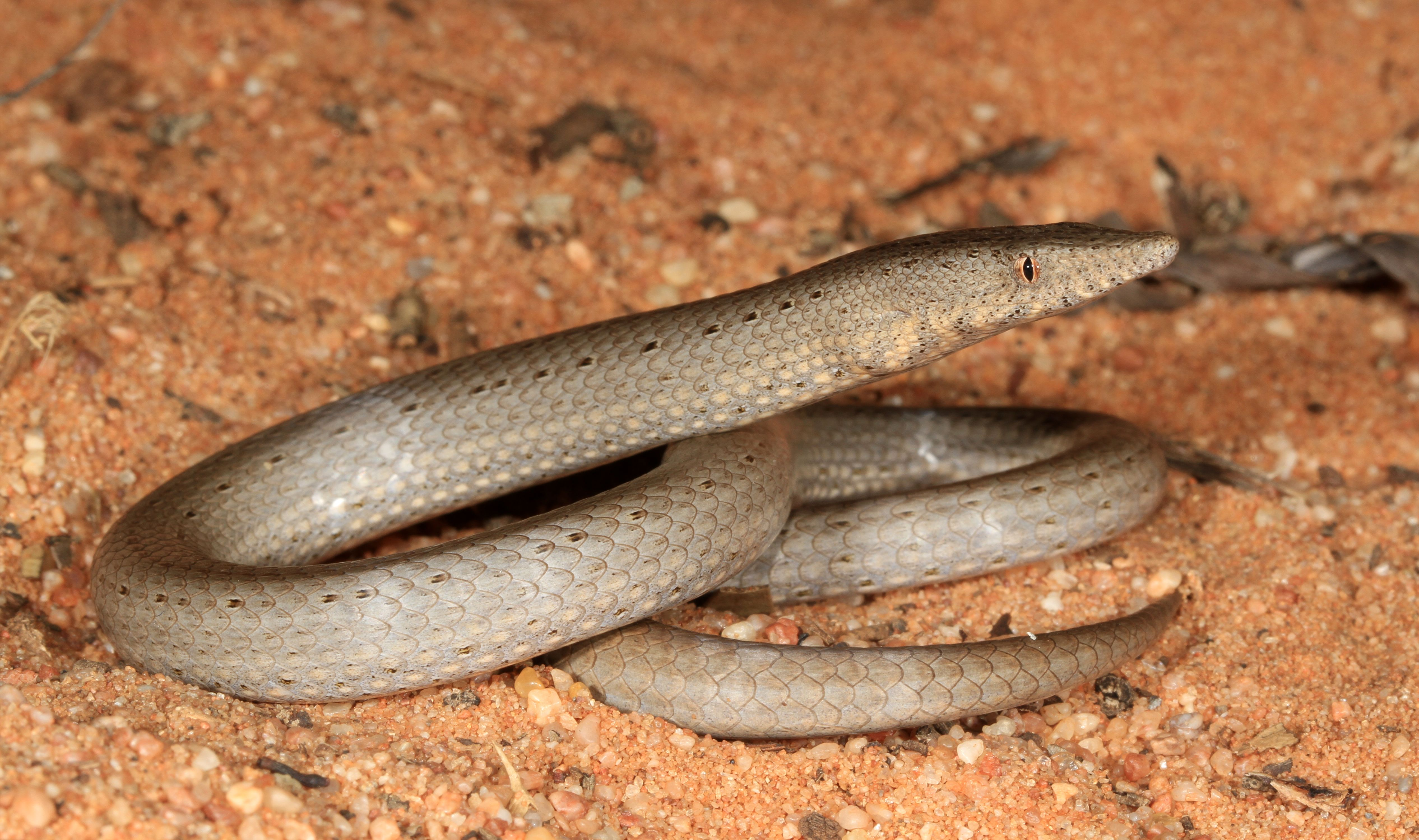
Un llangardaix serp de Burton a la sorra

La reproducció sembla ser estacional i l'aparellament es produeix en moments similars a tota Austràlia. L'ovulació i l'aparellament de l'espècie solen produir-se des de setembre fins a l'estiu. És una espècie ovípara i els ous es ponen generalment de novembre a gener, tot i que la reproducció es pot produir en qualsevol moment fora de l'època de reproducció habitual i les femelles són capaces de pondre més d'una posta cada any. Els ous es posen sota troncs o pedres, a terra, sota la fullaraca i, de vegades, als nius de les formigues sucreres.
Cada posta que conté d'1 a 3 ous durs i coriosos, encara que una mida de posta de 2 ous és, amb diferència, la més comuna. La nidificació pot ser comunal i s'han trobat fins a 20 ous en un niu. Una altra característica que s'ha descobert és la capacitat de les femelles d'aquesta espècie per emmagatzemar espermatozoides per a la reproducció en un moment posterior o per reproduir-se mitjançant partenogènesi que no requereix l'aparellament per tenir èxit. Les cries fan aproximadament 13 centímetres de llarg.